# Studio Bubec

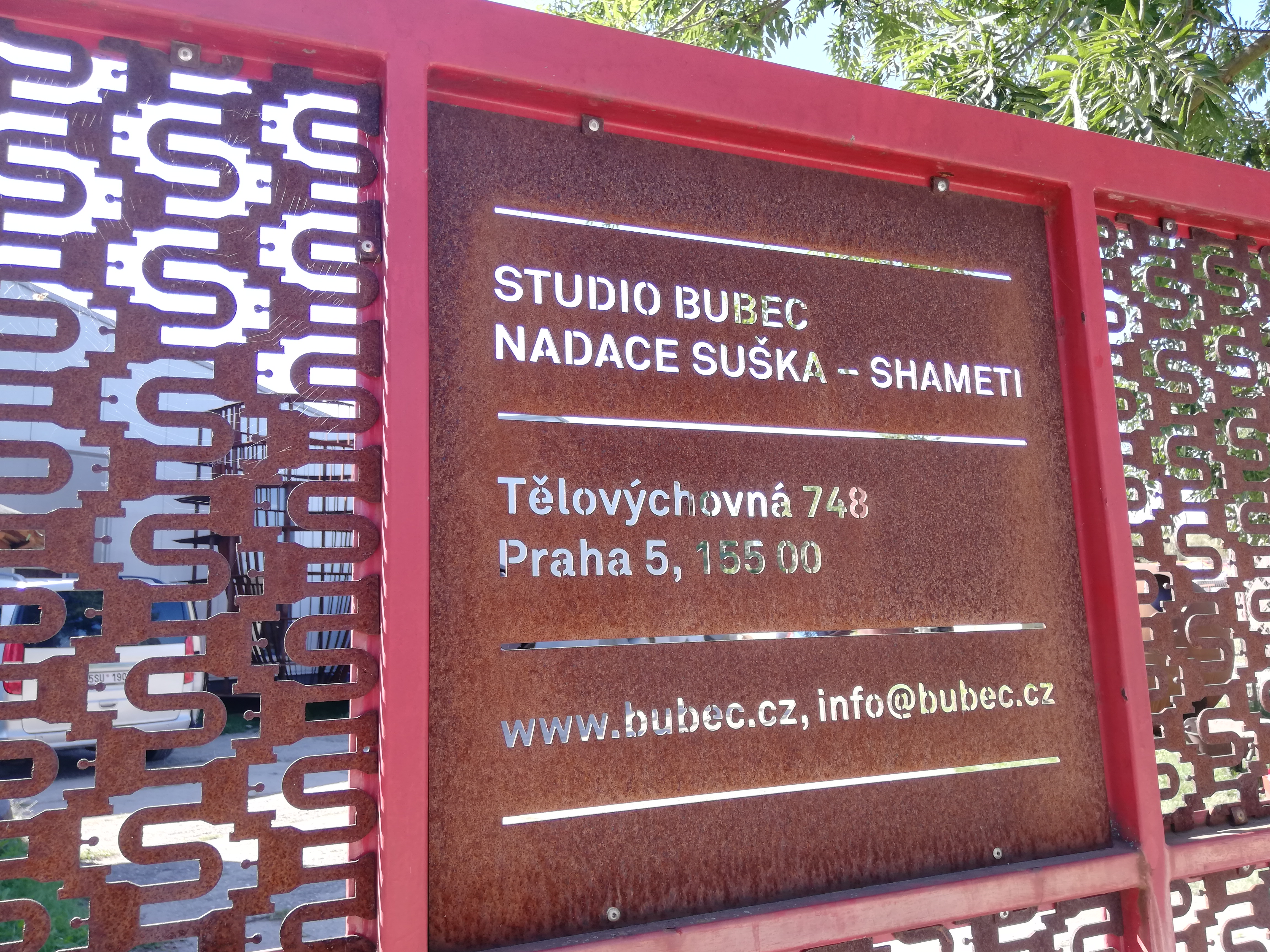
Nápis na vstupní bráně do areálu Studia Bubec

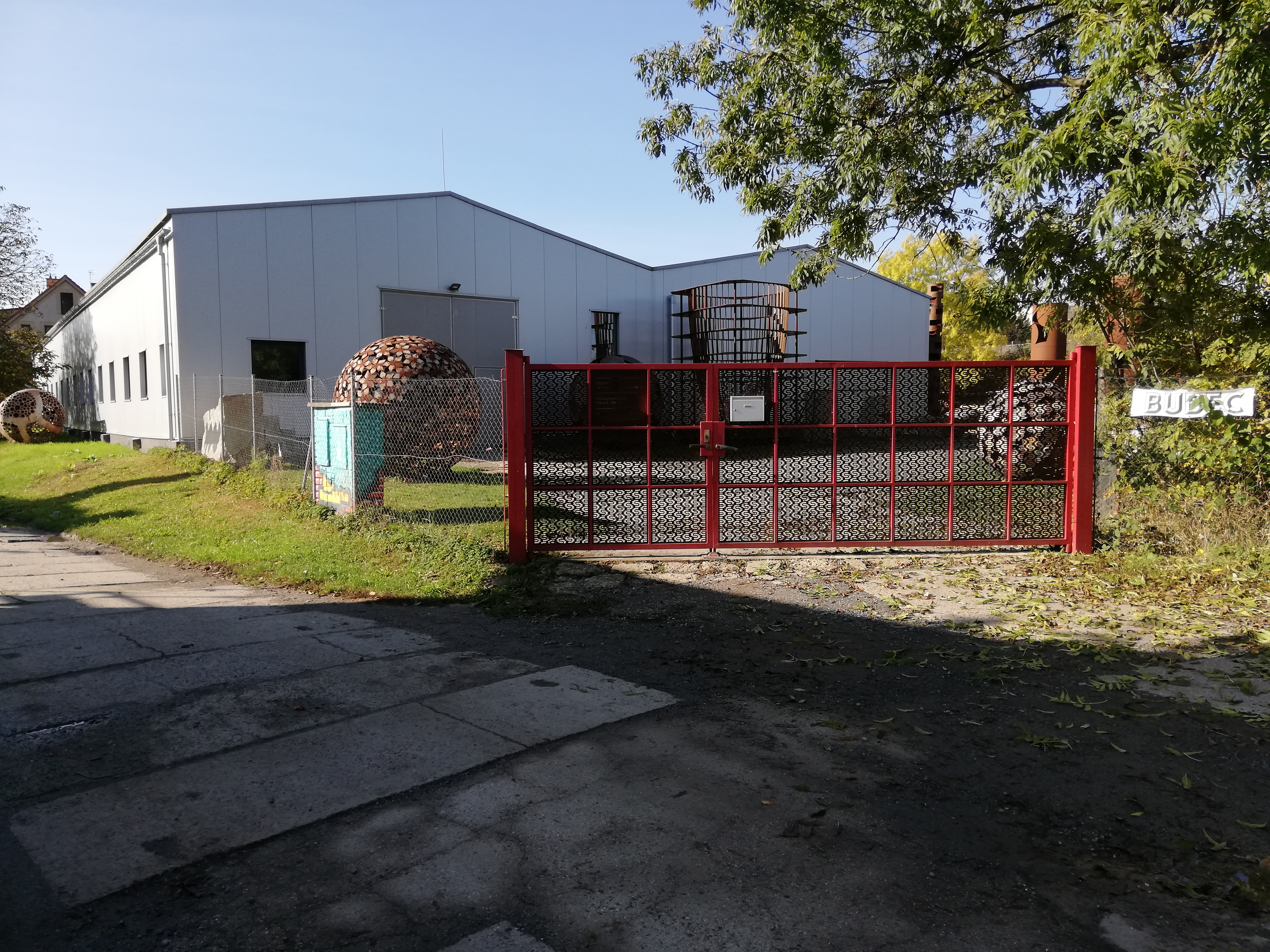
Vstupní brána do areálu výtvarného Studia Bubec

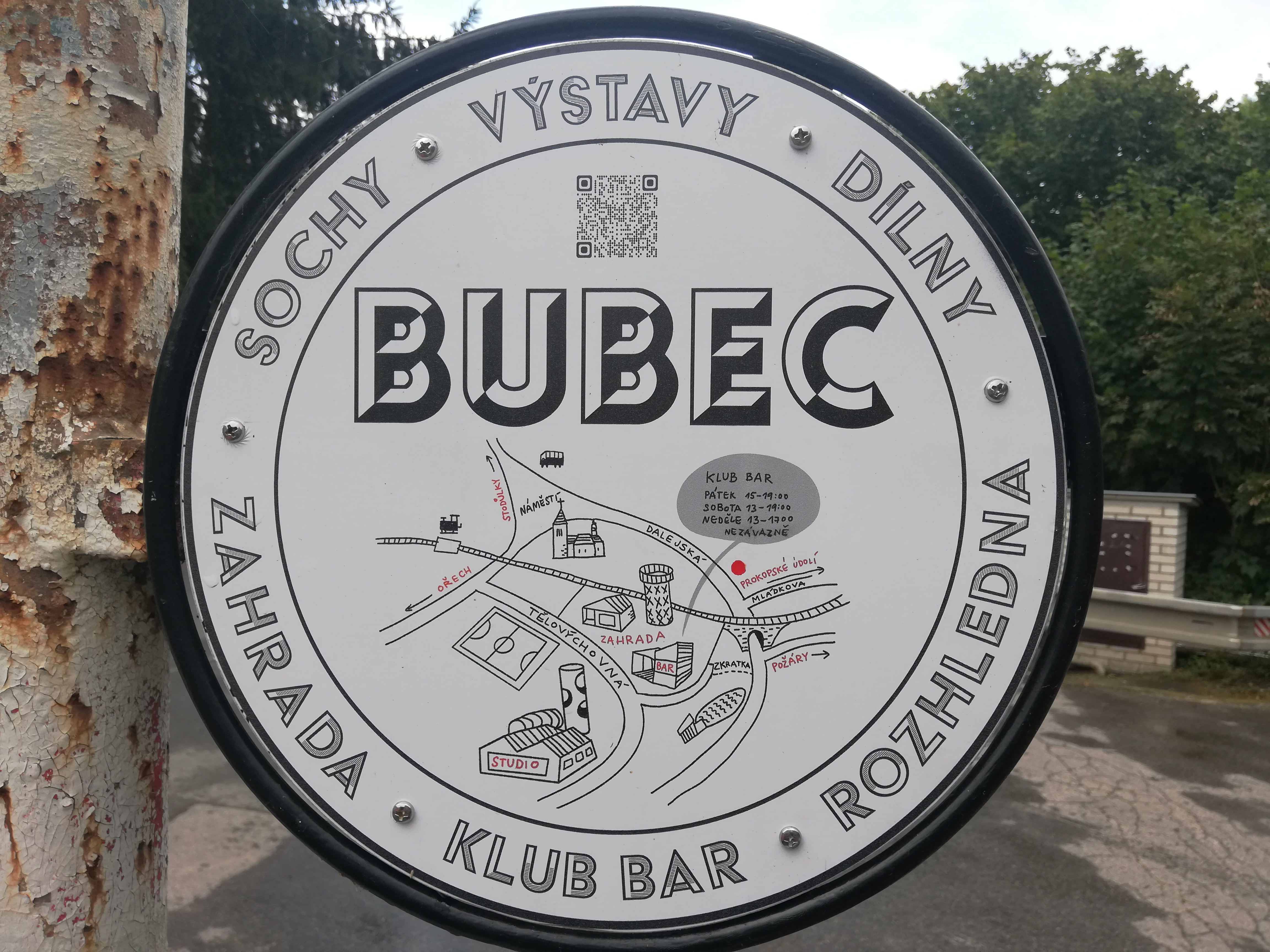
Kruhová informační tabule na křižovatce ulic Mládkova x Dalejská x K Zadní Kopanině

Studio Bubec je výtvarné studio nacházející se v Tělovýchovné ulici v Praze-Řeporyjích. Je provozováno obecně prospěšnou společností Bubec již od roku 2000. Studio je prostorem, kde mohou volně umělecky tvořit jak tuzemští, tak i zahraniční sochaři. 

## Historie
Akademický sochař Čestmír Suška založil výtvarné studio Bubec dne 7. března 2000 s pomocí několika přátel žijících v Praze–Řeporyjích. Byli to:
- režisér Jan Hřebejk,[4]
- hudebník Karel Holas,[4]
- dramaturg Martin Velíšek[4] a
- architekt Ivo Bílý.[4]

Na pozemku, kde se dnes nachází studio Bubec bývala kdysi cihelna, ale v roce 1970 na něm byla vystavěna skladová hala podniku Domácí potřeby Praha (skladovaly se zde kuchyně pro obchodní domy Prior). Po sametové revoluci (1989) v 90. letech 20. století sloužila hala jako krytá motokárová dráha a v roce 2000 halu zakoupil akademický sochař Čestmír Suška a po nezbytných úpravách ji nechal následně zkolaudovat na sochařské studio.

## Určení
Cílem výtvarného studia Bubec je poskytnout prostor k tvorbě výtvarným umělcům nejrůznějších oborů. Současně může ve studiu pracovat až 10 umělců v rezidenčních pobytech, které mohou trvat od 2 až do 12 týdnů. Celoročně zde mohou tvořit ve dvou samostatných vytápěných ateliérech maximálně dva umělci; dalších až osm umělců může pracovat v období od 1. května až do 31. října každý ve vyhrazeném otevřeném prostoru (á 25 m2) studia (open space). Studio je pro zde tvořící umělce otevřeno po dobu 24 hodin denně; o výběru umělců k rezidenčním pobytům rozhoduje „umělecká rada studia Bubec“. Studio Bubec pořádá dvakrát do roka (vždy v červnu a v září) výstavu „Art Safari“ při níž je (formou „dne otevřených dveří“) přístupné po celý víkend široké veřejnosti. Výstavy Art Safari bývají doplněny workshopy, hudebními a divadelními vystoupeními. Kromě toho, že studio Bubec působí jako sochařské studio, funguje rovněž jako kulturní centrum, zajišťuje rezidenční pobyty umělců, pořádá výstavy a výtvarné kurzy a dílny pro děti, mládež a dospělé.

## Vybrané údaje
Studio Bubec (vybavené šatnou, kuchyní a sociálním zařízením) se nachází na pozemku o rozloze 3 000 m2 a disponuje celkovou rozlohou 1 200 m2. Studio Bubec je vybaveno základním nářadím a výrobním zařízením pro práci s kovem, dřevem, kamenem i ostatními materiály, a to včetně zdvihacích zařízení určených pro manipulaci s objekty až do hmotnosti 3 tun. (Používání nářadí a zařízení je zahrnuto v ceně umělcova pobytu; další speciální nářadí a zařízení si mohou umělci ve studiu pronajmout.) Na pozemku studia je možno pro práci využívat i venkovní zpevněnou plochu. Jednou týdně navštěvuje studio Bubec zkušený umělec, aby zde pohovořil o své práci a zajímal se o projekty zde tvořících umělců.

Některé umělecké objekty v těsném okolí studia Bubec nebo v jeho areálu
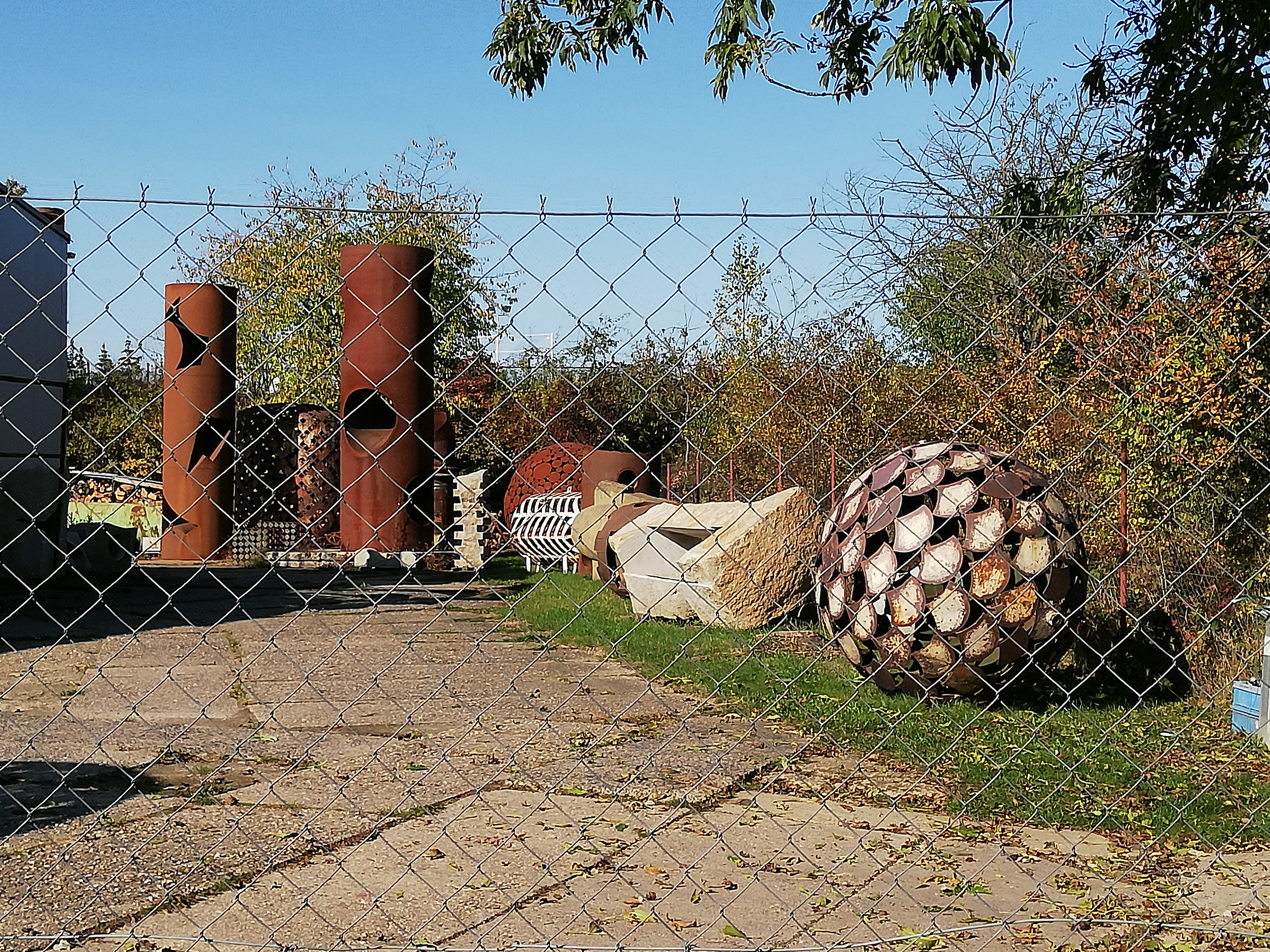
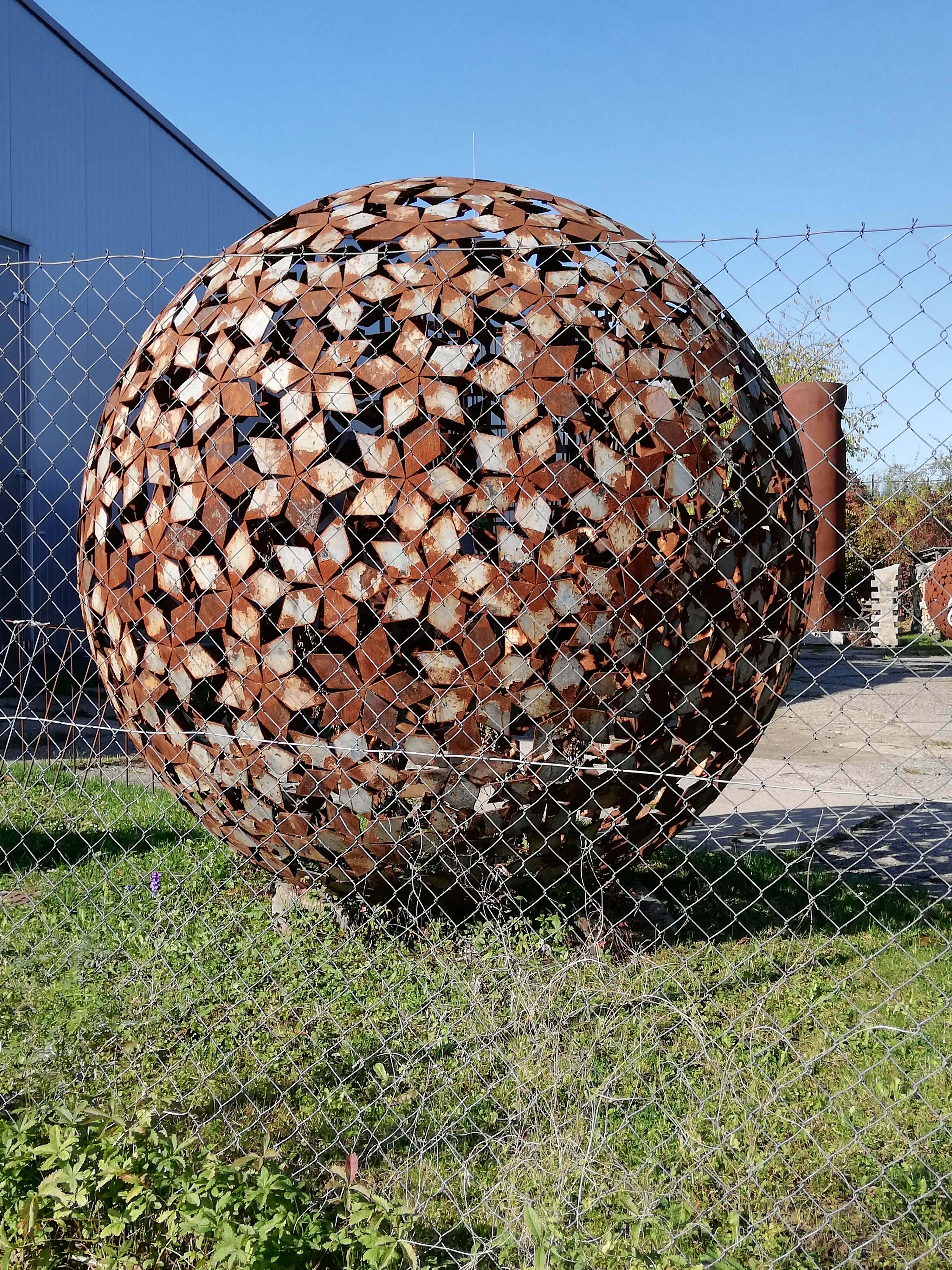
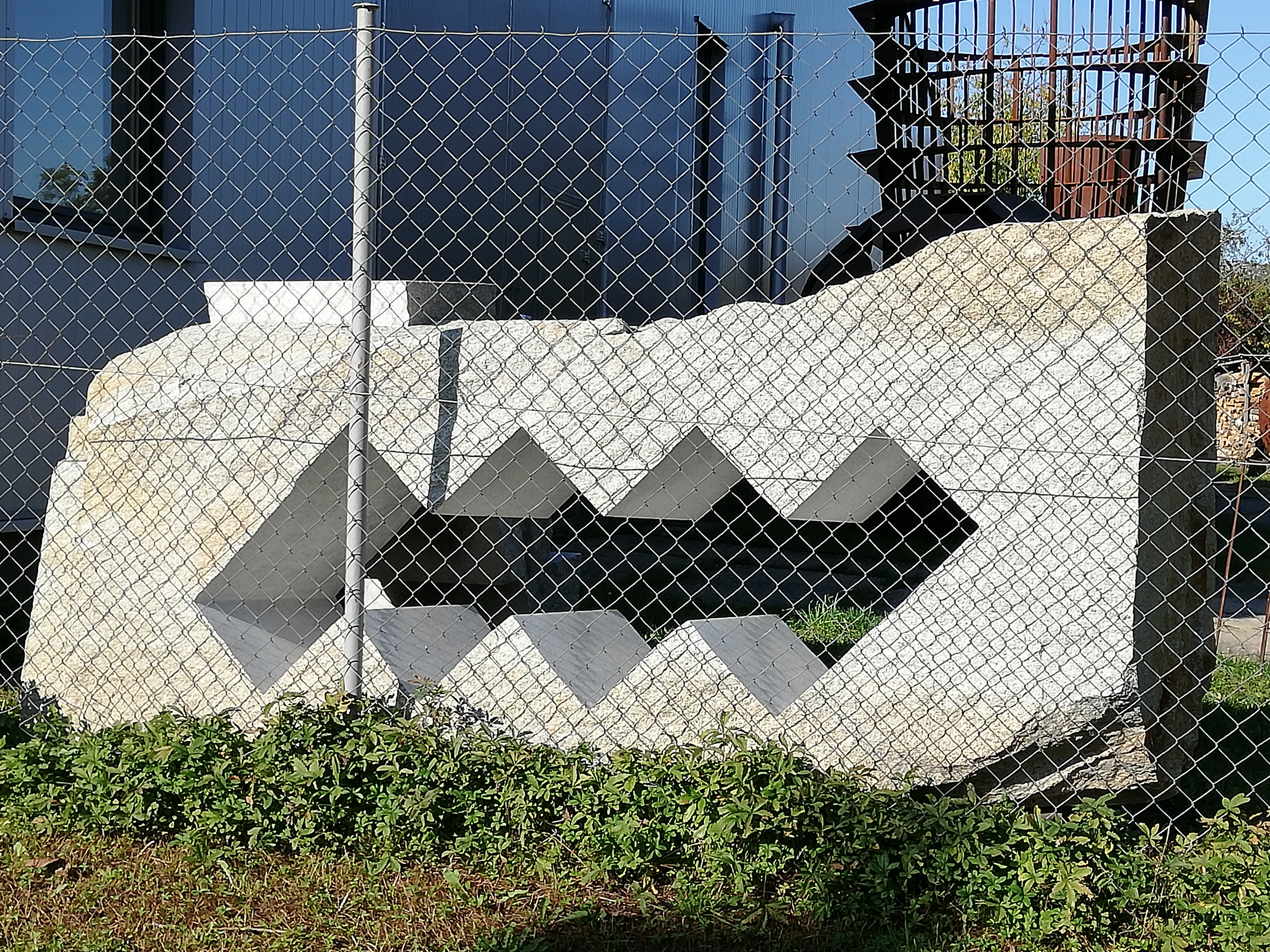
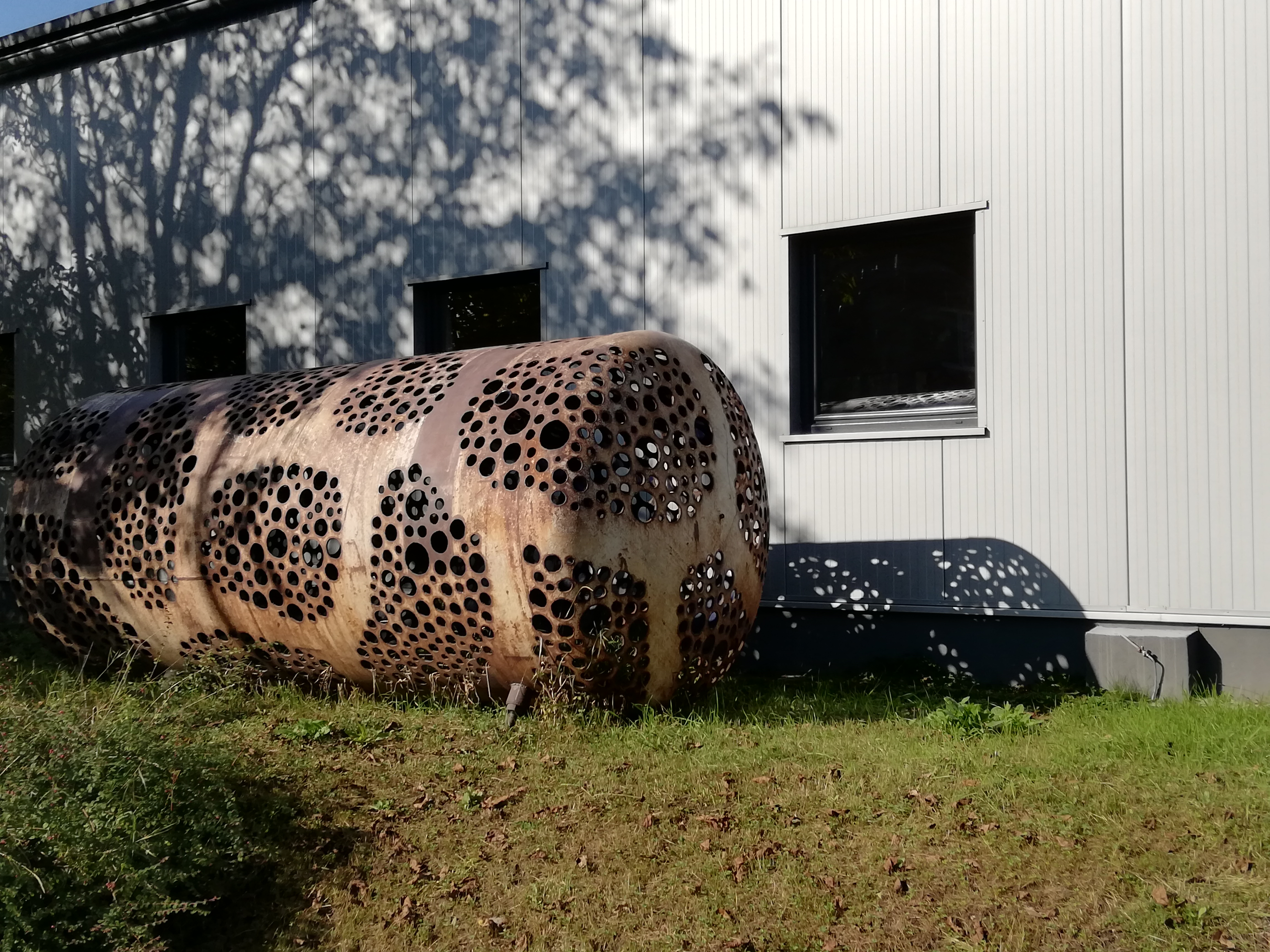
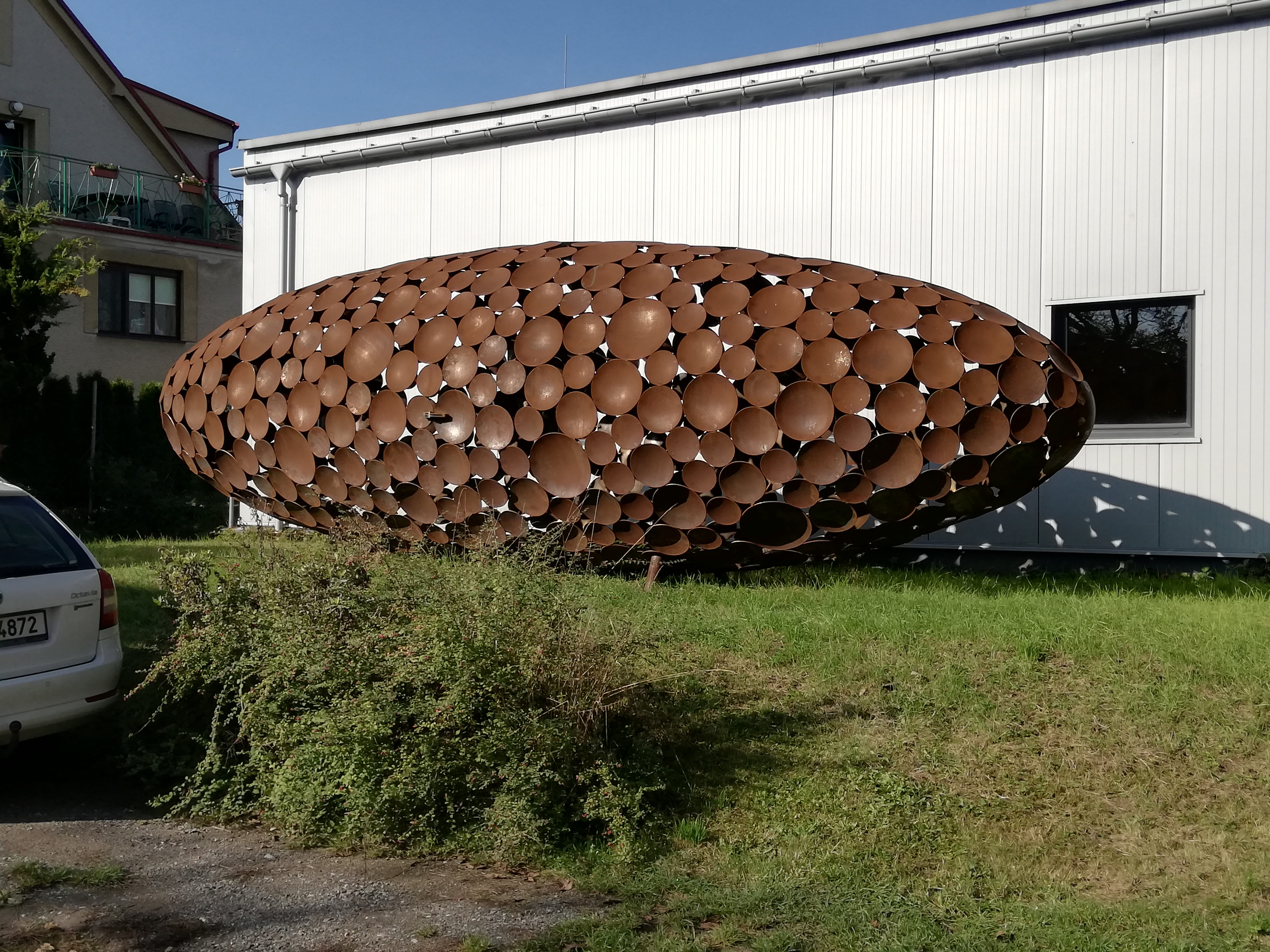
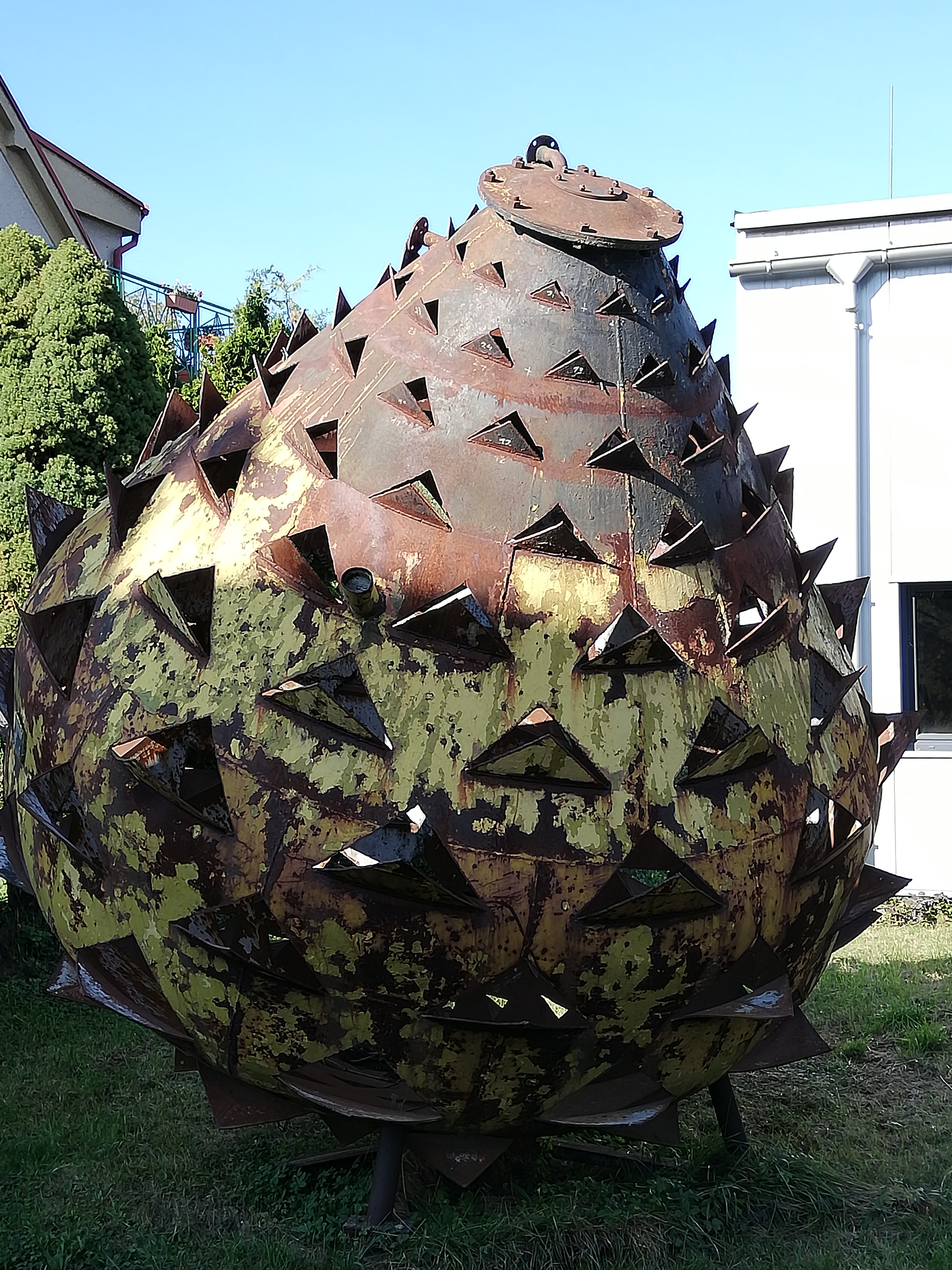
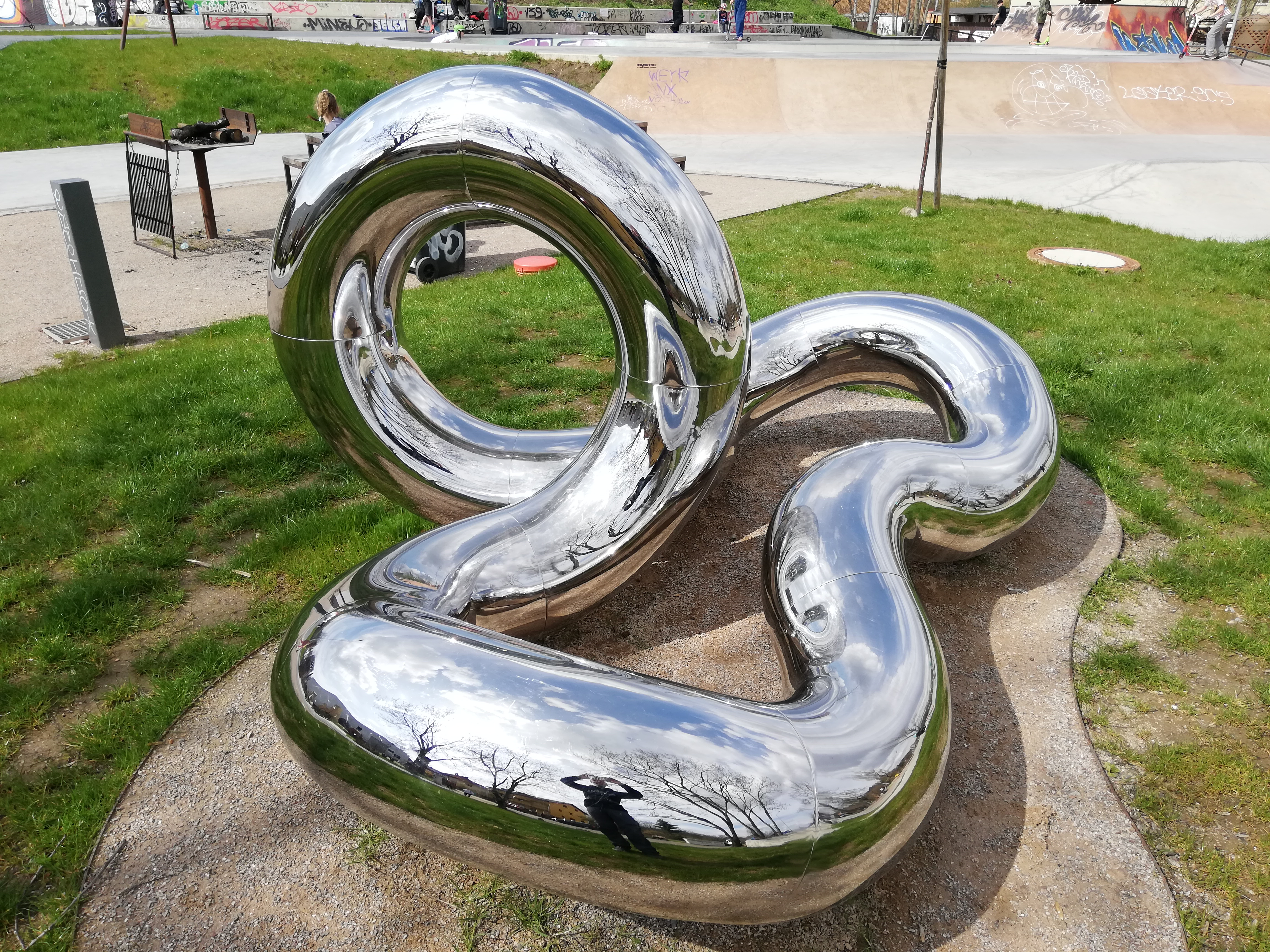
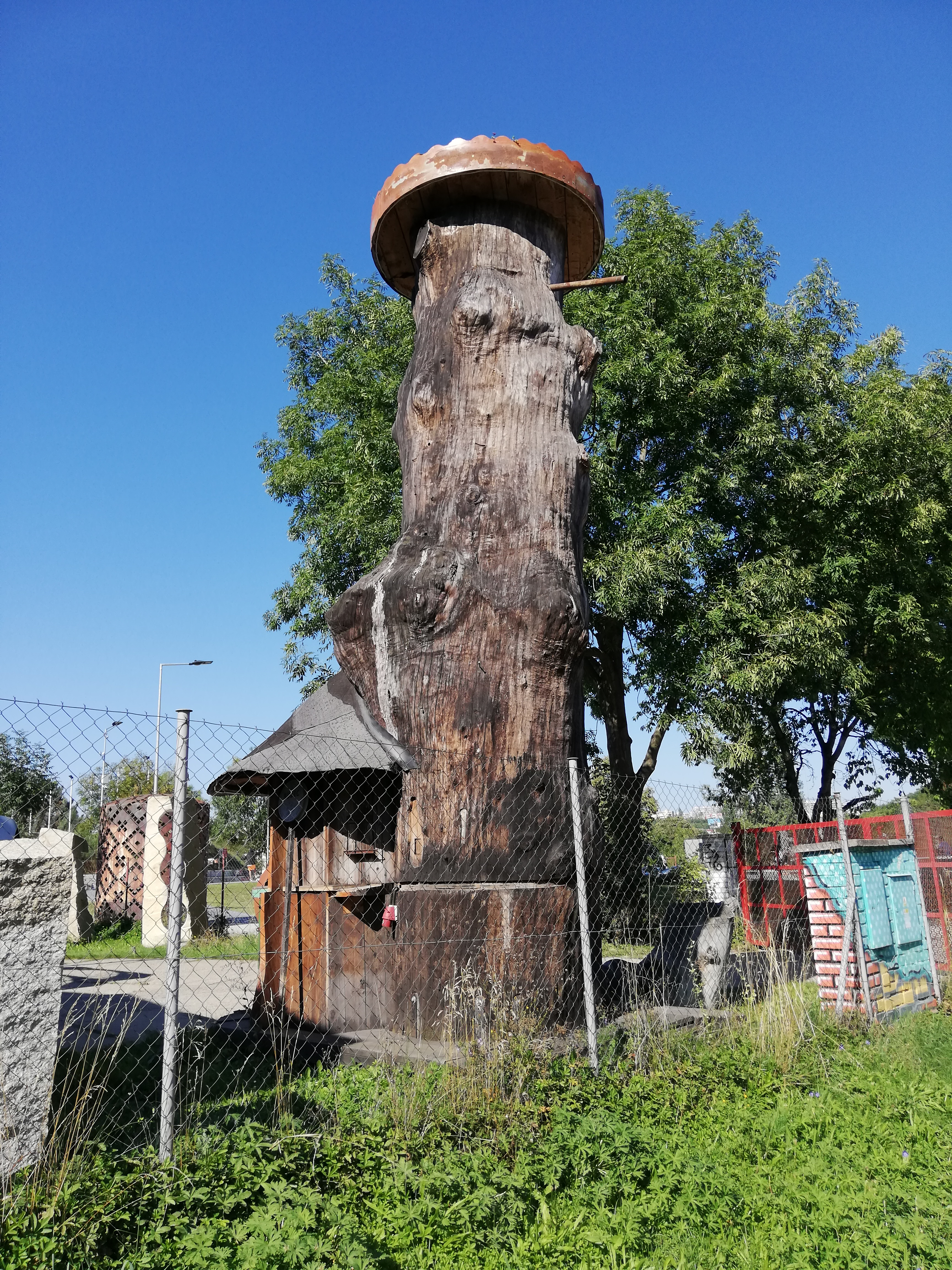